# 龚树森
龔樹森（1921年7月7日—2020年8月18日）， 體育家，安徽無為縣人。
龔樹森1948年畢業於国立中央大学體育系。先後任教臺北工業專科學校（1997年改名為臺北科技大學）、中國文化大學、国立中央大学，兼任中華體育協會、奧運會行政工作，曾任中大體育主任十年。後居美國。1980年發起創立美國中華體育聯誼會，先後創辦過田徑、拔河、游泳、籃球、排球、足球、網球、羽毛球、桌球和跆拳等各種運動比賽。對體育事業貢獻卓著。被稱為華人“籃球之父”、“體育大使”。
2005年被國際籃球總會（FIBA）授予「終身傑出貢獻獎」。2020年8月18日於美國洛杉磯病逝，享高壽99歲。